# 约翰尼·格林
约翰·M·格林（英語：John M. Green，1933年12月8日—），美国NBA联盟前职业篮球运动员。他在1959年的NBA选秀中第1轮第5顺位被纽约尼克斯选中。